# Kunstkritik
Die Kunstkritik beschreibt, analysiert und beurteilt Kunstwerke der Bildenden Kunst aus der Gegenwart für ein kunstinteressiertes Publikum. Sie unterwirft aber auch Werke älteren Datums, z. B. die klassische Kunst, kritischer Neubewertung. Die Kunstkritik steht in einem Wechselverhältnis zum Kunstmarkt, der einen „Bedarf für Expertisen“ über die vom Kunsthandel vertriebenen Kunstwerke erzeugt.

## Publikationsmedien
Kunstkritiker machen es sich zur Aufgabe, mit Rezensionen und Aufsätzen Werke der Bildenden Kunst nach ästhetischen wie auch formalen Kriterien zu bewerten und einzuordnen. Ihre Kunstkritiken wurden und werden in entsprechenden Fachzeitschriften und Ausstellungskatalogen, in Buch- und Broschürenform als Monografien und auch im Feuilleton von Zeitungen sowie in Kunstmagazinen publiziert.

## Geschichte
Kunstkritik (im weiteren Sinne von Kunsttheorie) kannten schon die Griechen und Römer. Bei ihnen waren die Künstler die „ersten Kunstkritiker“, z. B. Polyklet mit seinem berühmten Kanon. Auch in der Renaissance waren es Künstler, die die wichtigsten Abhandlungen über die Kunst schrieben, so Leon Battista Alberti mit seinem Traktat über die Malerei (1436), der noch die Florentiner Maler im ausgehenden 15. Jahrhundert beeinflusste, und Giorgio Vasari, der seinen Lebensbeschreibungen (Viten) der Künstler (1550) einen Traktat über die Kunst voranstellte.

### Frankreich
Erst mit den öffentlichen Ausstellungen der Académie royale de peinture et de sculpture im Pariser Salon des 17. und 18. Jahrhunderts setzte sich eine professionelle Kunstkritik von Nicht-Künstlern (sogenannte Laienkritik) gegen das von den Akademiemitgliedern beanspruchte Beurteilungsmonopol durch. Zu den ersten Kunstkritikern gehörten die Schriftsteller Étienne La Font de Saint-Yenne und Denis Diderot. La Font des Saint-Yenne verfasste eine ausführliche Rezensionen der Salon-Aufstellung von 1746, die als selbstständige Broschüre ein Jahr später anonym in Den Haag erschien. Diderot verfasste zwischen 1759 und 1781 insgesamt neun Salon-Berichte für die Correspondance littéraire, einer von seinem Freund Friedrich Melchior Grimm im zweiwöchentlichen Turnus herausgegebenen handschriftlichen Zeitschrift, die insbesondere von adeligen Kreisen bezogen wurde.
Hundert Jahre später schrieb der avantgardistische Lyriker Charles Baudelaire als junger Schriftsteller ab 1845 ebenfalls mehrere Kritiken über die Pariser Salons mit deutlicher Parteinahme für die romantische Malerei und Ablehnung der realistischen und Freilichtmalerei.

### Deutschland
In Deutschland entstand die Kunstkritik im Zeitalter der Aufklärung als ein Kulturtransfer des französischen Kunstdiskurses, insbesondere befördert durch die Zeitschriftengründungen Johann Christoph Gottscheds im Buchdruck- und Buchhandelszentrum Leipzig. In Gottscheds Rezensionszeitschriften (ab 1747) nahm die Literatur zwar das Hauptgewicht ein, doch wurden in ihnen in wachsendem Maße die bildenden Künste in Form von Rezensionen kunsttheoretischer Schriften und Übersetzungen von Vorträgen aus der Pariser Académie des inscriptions et belles-lettres zunehmend thematisiert; aber nur in Ausnahmefällen bezogen sie sich direkt auf Kunstwerke. Während der Zeit der Nazi-Diktatur wurde durch Joseph Goebbels ein Verbot der Kunstkritik erteilt. Unfreiwilliger Auslöser des Verbotes war August Haußleiter, der in einer Kritik zuvor einen Günstling Julius Streichers angegriffen hatte. Seit dem ausgehenden 20. Jahrhundert wird die zeitgenössische Kunstkritik als eine in der Krise befindliche Gattung wahrgenommen.

## Preise
- Preis für Kunstkritik der Arbeitsgemeinschaft Deutscher Kunstvereine (ADKV)[8] und der Art Cologne
- Österreichischer Staatspreis für Kunstkritik[9]